# Show Time
Pour les articles homonymes, voir Showtime (homonymie).
Albums de Arthur H
Adieu tristesse
(2005) L'Homme du monde
(2008)
Show Time est un CD et DVD musical d'Arthur H, sorti en 2006.

## CD
| No  | Titre                                      | Durée |
| --- | ------------------------------------------ | ----- |
| 1.  | La Femme maquillée                         | 5:31  |
| 2.  | Les Pieds nickelés                         | 4:24  |
| 3.  | Est-ce que tu aimes ? (avec Jérôme Goldet) | 7:06  |
| 4.  | The Lady of Shangaï                        | 6:37  |
| 5.  | Le Chercheur d'or                          | 6:03  |
| 6.  | Sous le soleil de Miami                    | 5:43  |
| 7.  | On rit encore (avec Lhasa)                 | 3:14  |
| 8.  | Alabama Song                               | 8:41  |
| 9.  | Ma dernière nuit à New York City           | 5:33  |
| 10. | Adieu tristesse                            | 4:51  |
| 11. | Le Destin du voyageur                      | 4:26  |
| 12. | Confessions nocturnes                      | 5:02  |

## DVD
| 1.  | La Femme maquillée                         |  |
| 2.  | Les Pieds nickelés                         |  |
| 3.  | Le Baiser de la Lune                       |  |
| 4.  | Le Chercheur d'or                          |  |
| 5.  | Est-ce que tu aimes ? (avec Jérôme Goldet) |  |
| 6.  | Avanti !                                   |  |
| 7.  | The Lady of Shangaï                        |  |
| 8.  | Le jardin des délices (avec Lhasa)         |  |
| 9.  | On en rit encore (avec Lhasa)              |  |
| 10. | Une rose pour madame X                     |  |
| 11. | Ma dernière nuit à New York City           |  |
| 12. | Adieu tristesse                            |  |
| 13. | L'amoureux                                 |  |
| 14. | Alabama song (Reprise de Bertolt Brecht)   |  |
| 15. | Confessions nocturnes                      |  |

| 1. | Est-ce que tu aimes        | -M-                        |  |
| 2. | Une sorcière bleue         | Maya Barsony               |  |
| 3. | C'est extra (de Léo Ferré) | Brad Scott                 |  |
| 4. | Sous le soleil de Miami    | Pauline Croze              |  |
| 5. | Le destin du voyageur      | Jacques Higelin (son père) |  |